# Ahmed Meshaima
Ahmed Meshaima –en árabe, أحمد مشيمع– es un deportista bareiní que compitió en atletismo adaptado. Ganó una medalla de plata en los Juegos Paralímpicos de Atenas 2004 en la prueba de lanzamiento de peso (clase F37).

## Palmarés internacional
| Juegos Paralímpicos | Juegos Paralímpicos | Juegos Paralímpicos | Juegos Paralímpicos |
| Año                 | Lugar               | Medalla             | Prueba              |
| ------------------- | ------------------- | ------------------- | ------------------- |
| 2004                | Atenas (Grecia)     | Medalla de plata    | Peso F37            |